# Márton Keleti
Márton Keleti (n. 27 aprilie 1905, Budapesta, Austro-Ungaria – d. 20 iunie 1973, Budapesta, Republica Populară Ungară) a fost un regizor de film maghiar. A regizat 50 de filme între 1937 și 1973. Filmul său din 1959 Ieri (maghiară Tegnap) a fost înscris în concurs în cadrul primului Festival Internațional de Film de la Moscova.

## Filmografie selectată
- 1945 Domnișoara învățătoare (A Tanítónő)
- 1949 Contele Miska (Mágnás Miska)
- 1949 Janika
- 1950 Cântând, viața e mai frumoasă (Dalolva szép az élet)
- 1951 Căsătorie ciudată (Különös házasság)
- 1951 Toată lumea pe stadion (Civil a pályán)
- 1952 Erkel
- 1953 Bănuțul (Kiskrajcár)
- 1953 Inimi tinere (Ifjú szívvel)
- 1954 Un om teribil (Fel a fejjel)
- 1955 Reprezentație de gală (Díszelőadás)
- 1957 Két vallomás (Két vallomás)
- 1958 Ultima aventură a lui Don Juan (Don Juan legutolsó kalandja)
- 1959 Ieri (Tegnap)
- 1959 La doi pași de graniță (Pár lépés a határ)
- 1961 Numai o glumă (Nem ér a nevem)
- 1961 Până mâine (Amíg holnap lesz)
- 1961 Puskák és galambok (Puskák és galambok)
- 1962 Duminică ploioasă (Esős vasárnap)
- 1965 Caporalul și ceilalți (A Tizedes meg a többiek )
- 1965 Povestea prostiei mele (Butaságom története)
- 1967 Înnorare trecătoare (Változó felhőzet)
- 1967 Studiu despre femei (Tanulmány a nőkről)
- 1968 Căsătorie pripită? (Elsietett házasság)
- 1970 Vis de dragoste - Liszt (Szerelmi álmok – Liszt)
- 1972 Fugi ca să te prindă! (Fuss, hogy utolérjenek!)